# Asienspiele 2022/Softball
Bei den Asienspielen 2022 wurde vom 26. September bis 2. Oktober 2023 ein Turner der Frauen im Softball ausgetragen. Austragungsort war das Shaoxing Baseball and Softball Sports Culture Center.
In dem acht Mannschaften umfassenden Teilnehmerfeld setzten sich die Mannschaften Japans, Chinas, Chinesisch Taipehs und der Philippinen in den beiden Vierergruppen der Vorrunde durch und erreichten die sogenannte Superrunde, in der die vier Mannschaften im Round-Robin-Modus gegeneinander antraten. Japan und China belegten die beiden vorderen Plätze und trafen in einer erneuten Partie aufeinander, in der sich die Japanerinnen mit 4:0 gegen die Chinesinnen durchsetzten. Bronze gewann Chinesisch Taipeh, dessen Spielerinnern im Spiel um Bronze die Philippinerinnen mit 3:2 besiegten.

## Bilanz

### Medaillenspiegel
| Platz  | Land              | Gold | Silber | Bronze | Gesamt |
| ------ | ----------------- | ---- | ------ | ------ | ------ |
| 1      | Japan             | 1    | —      | —      | 1      |
| 2      | China             | —    | 1      | —      | 1      |
| 3      | Chinesisch Taipeh | —    | —      | 1      | 1      |
| Gesamt | Gesamt            | 1    | 1      | 1      | 3      |

### Medaillengewinnerinnen
| Gold | Silber | Bronze |
| --- | --- | --- |
| JapanSakura Miwa Kanna Kudo Yui Nakamizo Kyoko Ishikawa Yui Sakamoto Nodoka Harada Ayane Nakagawa Hitomi Kawabata Minori Naito Yukiko Ueno Misaki Katsumoto Risa Kawamura Yume Kiriishi Haruka Agatsuma Hotaru Tsukamoto Miu Goto Haruka Sumitani | ChinaWang Mengru Wei Yuchen Xi Kailin Li Jiaqi Xie Jue Chen Jia Wang Bei Lu Xiaomin Xu Jia Yan Siyu Dong Zixuanv Wang Lan Jiang Xinyue Xie Jiaxin Chai Yinan He Xiaoyan Ren Min | Chinesisch TaipehShen Chia-wen Ke Hsia-Ai Li Szu Shih Lin Feng-chen Chen Ching-yu Su Yi-hsuan Ko Chia-hui Tsai Chia-chen Ho Yi-fan Lin Chih-ying Liu Hsuan Chiu An-ju Chiang Ting-en Chen Chia-yi Yang Yi-ting Chang Chia-yun Tu Ya-ting |